# Серять
Серя́ть (рос. Серять, башк. Һирәт) — хутір у складі Мелеузівського району Башкортостану, Росія. Входить до складу Іштугановської сільської ради.
Населення — 8 осіб (2010; 13 в 2002).
Національний склад:
- росіяни — 100%